# Cinnamomum crenulicupulum
Cinnamomum crenulicupulum är en lagerväxtart som beskrevs av Kostermans. Cinnamomum crenulicupulum ingår i släktet Cinnamomum och familjen lagerväxter. Inga underarter finns listade i Catalogue of Life.